# 17176 Viktorov
17176 Viktorov è un asteroide della fascia principale. Scoperto nel 1999, presenta un'orbita caratterizzata da un semiasse maggiore pari a 2,2015321 UA e da un'eccentricità di 0,0551476, inclinata di 5,15590° rispetto all'eclittica.